# Kanton Vic-sur-Seille
Der Kanton Vic-sur-Seille war von 1790 bis 2015 ein französischer Wahlkreis im Arrondissement Château-Salins, im Département Moselle und in der Region Lothringen; sein Hauptort war Vic-sur-Seille. Der Kanton lag in der Südhälfte des Départements Moselle.

Lage des Kantons Vic-sur-Seille innerhalb des Arrondissements Château-Salins

## Geschichte
Der Kanton entstand 1790 und gehörte bis 1871 zum Département Meurthe in Frankreich. Bis 1870 gehörte auch der heutige Kanton Arracourt zum Kanton Vic-sur-Seille. Durch den Vertrag von Frankfurt nach dem Deutsch-Französischen Krieg kam er zum Deutschen Reich. Er trug von 1871 bis 1918 den Namen Kanton Vic und gehörte zum Kreis Château-Salins im Bezirk Lothringen im Reichsland Elsaß-Lothringen. 1918 kehrte das Gebiet zu Frankreich zurück und wurde Teil des neuen Départements Moselle (identisch mit dem deutschen Bezirk Lothringen). Mit der Veränderung der Kantone in Frankreich wurde der Kanton 2015 aufgelöst. Alle seine Gemeinden wechselten zum neuen Kanton Le Saulnois.

## Gemeinden
Der Kanton umfasste 14 Gemeinden:
| Gemeinde          | Einwohner (2022) | Fläche (km²) | Code postal | Code Insee |
| ----------------- | ---------------- | ------------ | ----------- | ---------- |
| Bezange-la-Petite | 94               | 7,93         | 57630       | 57077      |
| Bourdonnay        | 246              | 17,40        | 57810       | 57099      |
| Donnelay          | 190              | 13,02        | 57810       | 57183      |
| Juvelize          | 72               | 7,82         | 57630       | 57353      |
| Lagarde           | 181              | 22,26        | 57810       | 57375      |
| Ley               | 107              | 6,13         | 57810       | 57397      |
| Lezey             | 90               | 7,51         | 57630       | 57399      |
| Maizières-lès-Vic | 470              | 25,99        | 57810       | 57434      |
| Marsal            | 234              | 11,11        | 57630       | 57448      |
| Moncourt          | 63               | 6,74         | 57810       | 57473      |
| Moyenvic          | 329              | 14,48        | 57630       | 57490      |
| Ommeray           | 128              | 10,12        | 57810       | 57524      |
| Vic-sur-Seille    | 1.325            | 19,50        | 57630       | 57712      |
| Xanrey            | 110              | 7,81         | 57630       | 57754      |

## Bevölkerungsentwicklung
| 1962  | 1968  | 1975  | 1982  | 1990  | 1999  | 2006  | 2012  |
| ----- | ----- | ----- | ----- | ----- | ----- | ----- | ----- |
| 4.040 | 4.428 | 4.207 | 3.861 | 3.775 | 3.834 | 3.815 | 3.788 |